# Tiago Silva
Tiago Rafael Maia Silva (* 2. Juni 1993 in Lissabon) ist ein portugiesischer Fußballspieler, der seit August 2021 beim portugiesischen Erstligisten Vitória Guimarães unter Vertrag steht. Der offensive Mittelfeldspieler nahm mit der portugiesischen Olympiaauswahl an den Olympischen Sommerspielen 2016 teil.

## Vereinskarriere

### Belenenses Lissabon
Tiago Silva wechselte im Alter von 16 Jahren in die Jugend von Belenenses Lissabon, nachdem er zuvor in der Akademie des Lokalrivalen Benfica Lissabons spielte. Zur Saison 2012/13 wurde er in die erste Mannschaft des Zweitligisten befördert. Am 29. Juli 2012 gab er sein Debüt beim 1:1-Unentschieden gegen die UD Oliveirense in der Taça da Liga. Sein Ligadebüt gab er am 11. August (1. Spieltag) beim 3:1-Heimsieg gegen den CD Feirense. Bereits eine Woche später traf er beim 4:1-Auswärtssieg gegen den CD Santa Clara erstmals im Profibereich. Im selben Spiel flog er nach 63 gespielten Minuten mit gelb-rot vom Platz. Silva avancierte bereits früh in der Saison zum Stammspieler in der Mannschaft von Trainer Mitchell van der Gaag. Belenenses gelang in dieser Spielzeit der Gewinn der Meisterschaft und kehrte damit nach drei Jahren Abstinenz in die Primeira Liga zurück. Silva steuerte zu dieser erfolgreichen Saison in 31 Ligaspielen vier Tore bei.
Trotz des miserablen Starts mit null Punkten aus den ersten vier Ligaspielen, behielt Tiago Silva seinen Stammplatz im offensiven Mittelfeld in der Saison 2013/14 bei. Belenenses konnte zwar bald erste Punkte sammeln, tat sich jedoch weiterhin sehr schwer und hielt letztlich mit nur sechs Siegen dennoch die Klasse. Silva kam in 23 Ligaspielen zum Einsatz, in denen er ein Tor erzielte. In der nächsten Spielzeit 2014/15 kam er zwar weiterhin zu 20 Einsätzen in der Primeira Liga, startete aber nur in vier Partien. Belenenses klassierte sich auf einem starken sechsten Tabellenrang, der der Mannschaft die Teilnahme an der Qualifikation zur UEFA Europa League 2015/16 ermöglichte. In seiner vierten Spielzeit 2015/16 bei den Profis von Belenenses schaffte er es nicht in die Stammformation seiner Mannschaft zurückzukehren und blieb hauptsächlich Einwechselspieler. Am 22. Oktober 2015 debütierte er in der UEFA Europa League, als er beim 2:1-Auswärtssieg gegen den FC Basel bis zur 93. Spielminute auf dem Spielfeld stand. In dieser Saison traf er in 17 Ligaspielen zweimal.

### CD Feirense
Im Juli 2016 schloss sich Tiago Silva dem Ligakonkurrenten CD Feirense auf Leihbasis für zwei Jahre an. Am 21. August (2. Spieltag) debütierte er im Trikot der Mannschaft aus Santa Maria da Feira, als er bei der 0:3-Heimniederlage gegen den Moreirense FC in der 62. Spielminute für Sérgio Semedo eingewechselt wurde. Bereits am 5. Spieltag traf er beim 2:1-Auswärtssieg gegen Boavista Porto erstmals für die Fogaceiros. Silva gelang in dieser Saison 2016/17 rasch der Durchbruch in die Startformation von Trainer José Mota und auch unter dessen Nachfolger Nuno Manta Santos hielt er diesen Platz inne. Manta führte den Abstiegskandidaten in das Mittelfeld der Tabelle und Silva gelangen als Stammspieler in 27 Ligaspielen sechs Tore. Feirense schloss die Spielzeit 2016/17 als Achter ab.
Für Feirense startete die Saison 2017/18 mit zwei Siegen und zwei Remis erfolgreich. Silva steuerte dazu in beiden Siegen je einen Treffer bei. Anschließend stürzte sein Verein mit neun Niederlagen in zehn Spielen ab und rutschte in die Abstiegsränge. Aus diesen konnte man sich nur mit einer starken Schlussphase, in der man in sechs Ligaspielen acht Punkte errang, befreien. Damit hielt der CD Feirense die Klasse und Silva beendete die Spielzeit mit drei Toren und sieben Vorlagen in 29 Einsätzen.
Silva kehrte nach Ablauf des Leihgeschäfts jedoch nicht zu Belenenses Lissabon zurück, sondern verblieb bei Feirense. Diese hatten den Mittelfeldspieler bereits am 18. Februar 2018 zu einem festen Bestandteil des Kaders gemacht und ihn mit einem Dreijahresvertrag ausgestattet. Der Start in die Saison 2018/19 gelang der Mannschaft und Silva vollends. Beim 2:0-Heimsieg gegen den Rio Ave FC erzielte er einen Treffer und bereitete das zweite Tor vor. Nachdem man auch das zweite Saisonspiel gegen Vitória Guimarães gewinnen konnte, siegte Feirense erst am letzten Spieltag wieder und musste somit mit dem letzten Tabellenrang den Abstieg in die Zweitklassigkeit hinnehmen. Silva konnte mit drei erzielten Toren und fünf Vorlagen diesen auch nicht verhindern. Nach dem Abstieg galt der Abgang des Schlüsselspielers der vergangenen drei Spielzeiten bereits als sicher.

### Nottingham Forest
Am 5. Juli 2019 gab der englische Zweitligist Nottingham Forest die Verpflichtung Tiago Silvas bekannt, wo er einen Zweijahresvertrag unterzeichnete. Damit wurde er zur ersten Verpflichtung des neuen Cheftrainers Sabri Lamouchi. Bereits am ersten Spieltag der Saison 2019/20, der 1:2-Heimniederlage gegen West Bromwich Albion am 3. August, stand er in der Startaufstellung. Am 13. August traf er beim 1:0-Heimsieg gegen Fleetwood Town im EFL Cup erstmals für die Reds, als er in der 59. Spielminute das einzige Tor des Spiels erzielte. Am 1. Februar 2020 (30. Spieltag) erzielte er sein erstes Ligator im Trikot Forests. In dieser Spielzeit verpasste er nur zwei der 46 Ligaspiele und erzielte dabei drei Tore und assistierte vier weitere Treffer. Aufgrund einer Schwächephase zum Ende dieser verpasste er mit Forest einen Platz in den Aufstiegs-Play-offs.

### Olympiakos Piräus
Am 3. Oktober 2020 wechselte Silva zum griechischen Erstligisten Olympiakos Piräus, deren Eigentümer Evangelos Marinakis auch Nottingham Forest besitzt. Bereits ein Jahr später wechselte er zurück nach Portugal, und unterschrieb einen Vertrag bei Vitória Guimarães.

## Nationalmannschaft
Im Jahr 2013 kam Tiago Silva zu acht Einsätzen in der portugiesischen U20-Nationalmannschaft. Von August 2013 bis September 2014 bestritt er dann fünf Länderspiele für die U21.
Am 14. Juli 2016 wurde er von Trainer Rui Jorge für den Kader der portugiesischen Olympiaauswahl nominiert, welcher das Land bei den Olympischen Sommerspielen 2016 in Rio de Janeiro vertrat. In der Gruppenphase kam er in zwei Spielen zum Einsatz. Bei der 0:4-Niederlage im Viertelfinale gegen die deutsche Auswahl, wurde er in der 61. Spielminute für Chico Ramos eingewechselt.

## Erfolge
Belenenses Lissabon
- Segunda Liga: 2012/13